# Премія «Оскар» за найкращу пісню до фільму
Премія «Оскар» за найкращу пісню до фільму (англ. Best Original Song) — нагорода Американської академії кіномистецтва, яку присуджують щорічно з 1935 року.

## Вимоги до номінантів
Для номінації пісня повинна «складатися з слів і музики», написаних спеціально для фільму, «легко помітна на слух», «зрозуміла», а також повинна бути використана у фільмі «зі словами та музикою одночасно» (не заборонено, якщо пісня звучить під час фінальних титрів).
Оригінал (англ.): A song must consist of words and music, both of which are original and written specifically for the film. A clearly audible, intelligible, substantive rendition of both lyric and melody must be used in the body of the film or as the first music cue in the end credits.

## Порядок номінації
Приблизно за два місяці до церемонії вручення оголошується повний список можливих номінантів на премію, кількість позицій у якому може різнитися (так, у 2009 було понад 60 пісень, а у 2010 — всього 41).
Через місяць члени академії збираються для спільного перегляду відео-кліпів та проставлення балів (від 1 до 10) по певній системі, визначальною скільки пісень буде номіновано. Так, якщо жодна пісня не набрала з середньому понад 8,25 балів — то премії вручено не буде. Якщо необхідний рівень досягнутий лише однією композицією — буде номінована вона і ще найближча за рейтингом. Якщо безліч пісень набере необхідну кількість голосів, то на премію будуть висунуті лише 5 найкращих.
Можливо заздалегідь запросити дозвіл на голосування додому. Тоді академіку буде доставлений DVD.
З кожного фільму можуть бути номіновані лише 2 композиції. Якщо академіки дали 8,25 балів більшій кількості — будуть номіновані лише дві з вищими оцінками.

## Список переможців та номінацій

### 1930-ті
| Церемонія    | Пісня                               | Фільм                            | Музика та слова                                           |
| ------------ | ----------------------------------- | -------------------------------- | --------------------------------------------------------- |
| 7-ма (1935)  | •The Continental                    | «Веселе розлучення»              | музика:Кон Конрад, слова:Герберт Мегідсон                 |
| 7-ма (1935)  | • Carioca                           | «Політ у Ріо»                    | музика: Вінсент Юманс, слова: Едвард Еліску і Гас Кан     |
| 7-ма (1935)  | • Love in Bloom                     | «Вона мене не любить»            | музика: Ральф Рейнджер, слова: Лео Робін                  |
| 8-ма (1936)  | •Lullaby of Broadway                | «Золотошукачі 1935-го»           | музика:Гаррі Воррен, слова:Ел Дубін                       |
| 8-ма (1936)  | • Lovely to Look at                 | «Роберта»                        | музика: Джером Керн, слова: Дороті Філдс та Джиммі МакГью |
| 8-ма (1936)  | • Cheek to Cheek                    | «Циліндр»                        | музика та слова: Ірвінг Берлін                            |
| 9-та (1937)  | •The Way You Look Tonight           | «Час свінгу»                     | музика:Джером Керн, слова:Дороті Філдс                    |
| 9-та (1937)  | • I've Got You Under My Skin        | «Народжена танцювати»            | музика та слова: Коул Портер                              |
| 9-та (1937)  | • Pennies from Heaven               | «Пенні з неба»                   | музика: Артур Джонстон, слова: Джонні Бурке               |
| 9-та (1937)  | • When Did You Leave Heaven         | «Sing, Baby, Sing»               | музика: Річард Гей. Вайтинг, слова: Волтер Баллок         |
| 9-та (1937)  | • Did I Remember                    | «Сюзі»                           | музика: Волтер Дональдсон, слова: Гарольд Адамсон         |
| 9-та (1937)  | • A Melody from the Sky             | «Стежка самотньої сосни»         | музика: Льюїс Алтер, слова: Сідні Ді. Мітчел              |
| 10-та (1938) | •Sweet Leilani                      | «Весілля на Вайкікі»             | музика та слова: Гаррі Овенс                              |
| 10-та (1938) | • Whispers in the Dark              | «Художники та моделі»            | музика: Фрідріх Холлендер, слова: Лео Робін               |
| 10-та (1938) | • Remember Me                       | «Mr. Dodd Takes the Air»         | музика: Гаррі Воррен, слова: Ел Дубін                     |
| 10-та (1938) | • They Can't Take That Away from Me | «Потанцюємо?»                    | музика: Джордж Гершвін (посмертно), слова: Айра Гершвін   |
| 10-та (1938) | • That Old Feeling                  | «Вок 1938-го року»               | музика: Семмі Фейн, слова: Лев Браун                      |
| 11-та (1939) | •Thanks for the Memory              | «Велике радіомовлення 1938 року» | музика:Ральф Рейнджер, слова:Лео Робін                    |
| 11-та (1939) | • Always and Always                 | «Манекен»                        | музика: Едвард Вард, слова: Джордж Форрест та Роберт Райт |
| 11-та (1939) | • Change Partners                   | «Безтурботна»                    | музика та слова: Ірвінг Берлін                            |
| 11-та (1939) | • The Cowboy and the Lady           | «Ковбой та леді»                 | музика: Лайонел Ньюмен, слова: Артур К'юнзер              |
| 11-та (1939) | • Dust                              | «Під західними зірками»          | музика та слова: Джонні Марвін                            |
| 11-та (1939) | • Jeepers Creepers                  | «Досягнення успіху»              | музика: Гаррі Воррен, слова: Джонні Мерсер                |
| 11-та (1939) | • Merrily We Live                   | «Весело ми живемо»               | музика: Філ Крейг, слова: Артур К'юнзер                   |
| 11-та (1939) | • A Mist over the Moon              | «Леді заперечує»                 | музика: Бен Оакланд, слова: Оскар Хаммерстайн II          |
| 11-та (1939) | • My Own                            | «Той самий вік»                  | музика: Джиммі МакГью, слова: Гарольд Адамсон             |
| 11-та (1939) | • Now It Can Be Told                | «Регтайм Бенд Олександра»        | музика та слова: Ірвінг Берлін                            |

### 1940-ві
| Церемонія    | Пісня                                     | Фільм                                | Музика та слова                                              |
| ------------ | ----------------------------------------- | ------------------------------------ | ------------------------------------------------------------ |
| 12-та (1940) | •Over the Rainbow                         | «Чарівник країни Оз»                 | музика:Гарольд Арлен, слова:Іп Харбург                       |
| 12-та (1940) | • Faithful Forever                        | «Мандри Гуллівера»                   | музика: Ральф Рейнджер, слова: Лео Робін                     |
| 12-та (1940) | • I Poured My Heart into a Song           | «Друга скрипка»                      | музика та слова: Ірвінг Берлін                               |
| 12-та (1940) | • Wishing                                 | «Любовний роман»                     | музика та слова: Бадді ДеСільва                              |
| 13-та (1941) | •When You Wish upon a Star                | «Піноккіо»                           | музика:Лі Харлайн, слова:Нед Вашингтон                       |
| 13-та (1941) | • Down Argentine Way                      | «Down Argentine Way»                 | музика: Гаррі Воррен, слова: Мак Гордон                      |
| 13-та (1941) | • I'd Know You Anywhere                   | «Ви дізнаєтеся»                      | музика: Джиммі МакГью, слова: Джонні Мерсер                  |
| 13-та (1941) | • It' s a Blue World                      | «Музика в серці моєму»               | музика: Джордж Форрест, слова: Роберт Райт                   |
| 13-та (1941) | • Love of My Life                         | «Другий хор»                         | музика: Арті Шоу, слова: Джонні Мерсер                       |
| 13-та (1941) | • Only Forever                            | «Ритм на річці»                      | музика: Джеймс Монако, слова: Джонні Бурке                   |
| 13-та (1941) | • Our Love Affair                         | «Грайте, музиканти»                  | музика та слова: Роджер Еденс та Джорджі Столл               |
| 13-та (1941) | • Waltzing in the Clouds                  | «Весняний вальс»                     | музика: Роберт Штольц, слова: Гас Кан                        |
| 13-та (1941) | • Who Am I?                               | «Хіт парад 1941-го року»             | музика: Джуліус Стайн, слова: Волтер Баллок                  |
| 14-та (1942) | •The Last Time I Saw Paris                | «Леді, будьте краще»                 | музика:Джером Керн, слова:Оскар Хаммерстайн II               |
| 14-та (1942) | • Baby Mine                               | «Дамбо»                              | музика: Френк Черчілл, слова: Нед Вашингтон                  |
| 14-та (1942) | • Be Honest With Me                       | «Ridin' on a Rainbow»                | музика та слова: Джин Отрі та Фред Роуз                      |
| 14-та (1942) | • Blues in the Night                      | «Блюз вночі»                         | музика: Гарольд Арлен, слова: Джонні Мерсер                  |
| 14-та (1942) | • Boogie Woogie Bugle Boy of Company B    | «Рядові»                             | музика: Г'ю Принц, слова: Дон Рей                            |
| 14-та (1942) | • Chattanooga Choo Choo                   | «Серенада сонячної долини»           | музика: Гаррі Ворен, слова: Мак Гордон                       |
| 14-та (1942) | • Dolores                                 | «Ночі Лас-Вегаса»                    | музика: Лу Алтер, слова: Френк Лоессер                       |
| 14-та (1942) | • Out of the Silence                      | «All-American Co-Ed»                 | музика та слова: Ллойд Бі. Норлайнд                          |
| 14-та (1942) | • Since I Kissed My Baby Goodbye          | «Ти ніколи не будеш богаче»          | музика та слова: Коул Портер                                 |
| 15-та (1943) | •White Christmas                          | «Святкова готель»                    | музика та слова:Ірвінг Берлін                                |
| 15-та (1943) | • Always in My Heart                      | «Завжди в моєму серці»               | музика: Ернесто Лекуони, слова: Кім Ганнон                   |
| 15-та (1943) | • Dearly Beloved                          | «Ти ніколи не була більше зачаровує» | музика: Джером Керн, слова: Джонні Мерсер                    |
| 15-та (1943) | • How About You?                          | «Молодики на Бродвеї»                | музика: Бартон Лейн, слова: Ральф Фрід                       |
| 15-та (1943) | • I've Heard That Song Before             | «Youth on Parade»                    | музика: Жуль Стайн, слова: Семмі Кан                         |
| 15-та (1943) | • I've Got a Gal in Kalamazoo             | «Дружини оркестрантів»               | музика: Гаррі Ворен, слова: Мак Гордон                       |
| 15-та (1943) | • Love Is a Song                          | «Бембі»                              | музика: Френк Черчілл (посмертно), слова: Леррі Морів        |
| 15-та (1943) | • Pennies for Peppino                     | «Flying with Music»                  | музика: Едвард Вард, слова: Джордж Форрест та Роберт Райт    |
| 15-та (1943) | • Pig Foot Pete                           | «Все шкереберть»                     | музика: Гін де Пол, слова: Дон Рей                           |
| 15-та (1943) | • There's a Breeze on Lake Louise         | «The Mayor of 44th Street»           | музика: Гаррі Ревел, слова: Морт Грін                        |
| 16-та (1944) | •You'll Never Know                        | «Hello Frisco, Hello»                | музика:Гаррі Ворен, слова:Мак Гордон                         |
| 16-та (1944) | • Change of Heart                         | «Хіт Парад»                          | музика: Джуліус Стайн, слова: Гарольд Адамсон                |
| 16-та (1944) | • Happiness is a Thing Called Joe         | «Хатина на небесах»                  | музика: Гарольд Арлен, слова: Іп Харбург                     |
| 16-та (1944) | • My Shining Hour                         | «Небо — це межа»                     | музика: Гарольд Арлен, слова: Джонні Мерсер                  |
| 16-та (1944) | • Saludos Amigos                          | «Привіт, друзі!»                     | музика: Чарльз Уолкотт, слова: Нед Вашингтон                 |
| 16-та (1944) | • Say a Prayer for the Boys Over There    | «Те, що вона не віддасть»            | музика: Джиммі МакГью, слова: Герберт Мегідсон               |
| 16-та (1944) | • That Old Black Magic                    | «Star Spangled Rhythm»               | музика: Гарольд Арлен, слова: Джонні Мерсер                  |
| 16-та (1944) | • They're Either Too Young or Too Old     | «Дякуй долю»                         | музика: Артур Шварц, слова: Френк Лоессер                    |
| 16-та (1944) | • We Mustn't Say Good Bye                 | «Солданьський клуб»                  | музика: Джеймс Монако, слова: Ел Дубін                       |
| 16-та (1944) | • You'd Be So Nice to Come Home To        | «Something to Shout About»           | музика та слова: Коул Портер                                 |
| 17-та (1945) | •Swinging on a Star                       | «Йти своїм шляхом»                   | музика:Джеймс Ван Г'юс, слова:Джонні Бурке                   |
| 17-та (1945) | • I Couldn't Sleep a Wink Last Night      | «Вище та вище»                       | музика: Джиммі МакГью, слова: Гарольд Адамсон                |
| 17-та (1945) | • I'll Walk Alone                         | «Слідуючи за хлопцями»               | музика: Жуль Стайн, слова: Семмі Кан                         |
| 17-та (1945) | • I'm Making Believe                      | «Sweet and Low-Down»                 | музика: Джеймс Монако, слова: Мак Гордон                     |
| 17-та (1945) | • Long Ago and Far Away                   | «Дівчина з обкладинки»               | музика: Джером Керн, слова: Айра Гершвін                     |
| 17-та (1945) | • Now I Know                              | «Вступайте до лав армії»             | музика: Гарольд Арлен, слова: Тед Колер                      |
| 17-та (1945) | • Remember Me to Carolina                 | «Minstrel Man»                       | музика: Гаррі Ревел, слова: Пол Вебстер                      |
| 17-та (1945) | • Rio de Janeiro                          | «Бразилія»                           | музика: Арі Баррозу, слова: Нед Вашингтон                    |
| 17-та (1945) | • Silver Shadows and Golden Dreams        | «Lady, Let's Dance»                  | музика: Лью Поллак, слова: Чарльз Ньюмен                     |
| 17-та (1945) | • Too Much in Love                        | «Song of the Open Road»              | музика: Волтер Кент, слова: Кім Геннон                       |
| 17-та (1945) | • The Trolley Song                        | «Зустрінь мене в Сент-Луїсі»         | музика та слова: Ральф Блейн та Г'ю Мартін                   |
| 18-та (1946) | •It Might as Well Be Spring               | «Ярмарок»                            | музика:Річард Роджерс, слова:Оскар Хаммерстайн II            |
| 18-та (1946) | • Accentuate the Positive                 | «Сюди набігають хвилі»               | музика: Гарольд Арлен, слова: Джонні Мерсер                  |
| 18-та (1946) | • Anywhere                                | «Сьогодні ввечері та щовечора»       | музика: Жуль Стайн, слова: Семмі Кан                         |
| 18-та (1946) | • Aren't You Glad You're You              | «Дзвони Святої Марії»                | музика: Джеймс Ван Г'юс, слова: Джонні Бурке                 |
| 18-та (1946) | • The Cat and the Canary                  | «Why Girls Leave Home»               | музика: Джей Лівінгстон, слова: Рей Еванс                    |
| 18-та (1946) | • Endlessly                               | «Earl Carroll Vanities»              | музика: Волтер Кент, слова: Кім Геннон                       |
| 18-та (1946) | • I Fall In Love Too Easily               | «Підняти якоря»                      | музика: Жуль Стайн, слова: Семмі Кан                         |
| 18-та (1946) | • I'll Buy That Dream                     | «Sing Your Way Home»                 | музика: Еллі Врубель, слова: Герберт Мегідсон                |
| 18-та (1946) | • Linda                                   | «Історія рядового Джо»               | музика та слова: Енн Ронелл                                  |
| 18-та (1946) | • Love Letters                            | «Любовні листи»                      | музика: Віктор Янг, слова: Едвард Хейм                       |
| 18-та (1946) | • More and More                           | «Не можу не співати»                 | музика: Джером Керн (посмертно), слова: Іп Харбург           |
| 18-та (1946) | • Sleighride in July                      | «Красуня Юкона»                      | музика: Джеймс Ван Г'юс, слова: Джонні Бурке                 |
| 18-та (1946) | • So in Love                              | «Диво-людина»                        | музика: Девід Роуз, слова: Лео Робін                         |
| 18-та (1946) | • Some Sunday Morning                     | «Сан-Антоніо»                        | музика: Рей Геїндорф та M.K. Джером, слова: Тед Колер        |
| 19-та (1947) | •On the Atchison, Topeka and the Santa Fe | «Дівчата Гарві»                      | музика:Гаррі Воррен, слова:Джонні Мерсер                     |
| 19-та (1947) | • All Through the Day                     | «Літо сторіччя дня незалежності»     | музика: Джером Керн (посмертно), слова: Оскар Хаммерстайн II |
| 19-та (1947) | • I Can't Begin to Tell You               | «Сестрички Доллі»                    | музика: Джеймс Монако (посмертно), слова: Мак Гордон         |
| 19-та (1947) | • Ole Buttermilk Sky                      | «Прохід каньйону»                    | музика: Хогі Кармайкл, слова: Джек Брукс                     |
| 19-та (1947) | • You Keep Coming Back Like a Song        | «Блакитні небеса»                    | музика та слова: Ірвінг Берлін                               |
| 20-та (1948) | •Zip-a-Dee-Doo-Dah                        | «Пісня Півдня»                       | музика:Еллі Врубель, слова:Рей Гілберт                       |
| 20-та (1948) | • A Gal in Calico                         | «Час, місце та дівчина»              | музика: Артур Шварц, слова: Лео Робін                        |
| 20-та (1948) | • I Wish I Didn't Love You So             | «Халепи Поліни»                      | музика та слова: Френк Лоессер                               |
| 20-та (1948) | • Pass That Peace Pipe                    | «Хороші новини»                      | музика та слова: Ральф Блейн, Г'ю Мартін та Роджер Еденс     |
| 20-та (1948) | • You Do                                  | «Мама була в трико»                  | музика: Джозеф Міроу, слова: Мак Гордон                      |
| 21-ша (1949) | •Buttons and Bows                         | «Блідолиций»                         | музика:Джей Лівінгстон, слова:Рей Еванс                      |
| 21-ша (1949) | • For Every Man There's a Woman           | «Фортеця»                            | музика: Гарольд Арлен, слова: Лео Робін                      |
| 21-ша (1949) | • It's Magic                              | «Роман у відкритому морі»            | музика: Жуль Стайн, слова: Семмі Кан                         |
| 21-ша (1949) | • This Is the Moment                      | «Та леді в Єрмінь»                   | музика: Фрідріх Холлендер, слова: Лео Робін                  |
| 21-ша (1949) | • The Woody Woodpecker Song               | «Мокра загальна лотерея»             | музика та слова: Рамі Ідрісс та Джордж Тібблз                |

### 1950-ті
| Церемонія    | Пісня                                            | Фільм                                 | Музика та слова                                                              |
| ------------ | ------------------------------------------------ | ------------------------------------- | ---------------------------------------------------------------------------- |
| 22-га (1950) | •Baby, It's Cold Outside                         | «Дочка Нептуна»                       | музика та слова:Френк Лоессер                                                |
| 22-га (1950) | • It's a Great Feeling                           | «Це велике почуття»                   | музика: Жуль Стайн, слова: Семмі Кан                                         |
| 22-га (1950) | • Lavender Blue                                  | «Так дорого моєму серцю»              | музика: Еліот Деніел, слова: Ларрі Морі                                      |
| 22-га (1950) | • My Foolish Heart                               | «Моє дурне серце»                     | музика: Віктор Янг, слова: Нед Вашингтон                                     |
| 22-га (1950) | • Through a Long and Sleepless Night             | «Приходь до стайні»                   | музика: Альфред Ньюман, слова: Мак Гордон                                    |
| 23-тя (1951) | •Mona Lisa                                       | «Капітан Карі, США»                   | музика та слова:Рей Еванс та Джей Лівінгстон                                 |
| 23-тя (1951) | • Be My Love                                     | «Улюбленець Нового Орлеану»           | музика: Ніколас Бродський, слова: Семмі Кан                                  |
| 23-тя (1951) | • Bibbidi-Bobbidi-Boo                            | «Попелюшка»                           | музика та слова:Мак Девід, Ел Хоффман та Джеррі Лівінгстон                   |
| 23-тя (1951) | • Mule Train                                     | «Спів пістолетів»                     | музика та слова:Фред Глікмен, Гай Гіт та Джонні Лендж                        |
| 23-тя (1951) | • Wilhelmina                                     | «Вобаш авеню»                         | музика: Джозеф Міроу, слова: Мак Гордон                                      |
| 24-та (1952) | •In the Cool, Cool, Cool of the Evening          | «Наречений повертається»              | музика:Хогі Кармайкл, слова:Джонні Мерсер                                    |
| 24-та (1952) | • Never                                          | «Золота дівчинка»                     | музика: Лайонел Ньюмен, слова: Еліот Деніел                                  |
| 24-та (1952) | • Wonder Why                                     | «Багаті, молоді та красиві»           | музика: Ніколас Бродський, слова: Семмі Кан                                  |
| 24-та (1952) | • Too Late Now                                   | «Королівське весілля»                 | музика: Бертон Лейн, слова: Алан Джей Лернер                                 |
| 24-та (1952) | • A Kiss to Build a Dream On                     | «The Strip»                           | музика та слова: Берт Келмер (посмертно), Гаррі Рубі та Оскар Хаммерстайн II |
| 25-та (1953) | •The Ballad of High Noon                         | «Рівно опівдні»                       | музика:Тьомкін Дмитро, слова:Нед Вашингтон                                   |
| 25-та (1953) | • Am I in Love                                   | «Син блідолицього»                    | музика та слова: Джек Брукс                                                  |
| 25-та (1953) | • Because You're Mine                            | «Оскільки ти моя»                     | музика: Ніколас Бродський, слова: Семмі Кан                                  |
| 25-та (1953) | • Thumbelina                                     | «Ганс Християн Андерсен»              | музика та слова: Френк Лоессер                                               |
| 25-та (1953) | • Zing a Little Zong                             | «Тільки для тебе»                     | музика: Гаррі Ворен, слова: Лео Робін                                        |
| 26-та (1954) | •Secret Love                                     | «Джейн-катастрофа»                    | музика:Семмі Фейн, слова:Пол Вебстер                                         |
| 26-та (1954) | • The Moon Is Blue                               | «Синя місяць»                         | музика: Хершел Бурк Гілберт, слова: Сільвія Файн                             |
| 26-та (1954) | • My Flaming Heart                               | «Small Town Girl»                     | музика: Ніколас Бродський, слова: Лео Робін                                  |
| 26-та (1954) | • Sadie Thompson's Song (Blue Pacific Blues)     | «Міс Седі Томпсон»                    | музика: Лестер Лі, слова: Нед Вашингтон                                      |
| 26-та (1954) | • That's Amore                                   | «Кедді»                               | музика: Гаррі Ворен, слова: Джек Брукс                                       |
| 27-ма (1955) | •Three Coins in the Fountain                     | «Три монети у фонтані»                | музика:Жуль Стайн, слова:Семмі Кан                                           |
| 27-ма (1955) | • Count Your Blessings Instead of Sheep          | «Світле Різдво»                       | музика та слова: Ірвінг Берлін                                               |
| 27-ма (1955) | • The High and the Mighty                        | «Великий та могутній»                 | музика: Тьомкін Дмитро, слова: Нед Вашингтон                                 |
| 27-ма (1955) | • Hold My Hand                                   | «Susan Slept Here»                    | музика та слова: Джек Лоуренс та Річард Майерс                               |
| 27-ма (1955) | • The Man that Got Away                          | «Народження зірки»                    | музика: Гарольд Арлен, слова: Айра Гершвін                                   |
| 28-ма (1956) | •Love Is a Many-Splendored Thing                 | «Любов — найпрекрасніша річ на світі» | музика:Семмі Фейн, слова:Пол Вебстер                                         |
| 28-ма (1956) | • I'll Never Stop Loving You                     | «Люби мене або покинь мене»           | музика: Ніколас Бродський, слова: Семмі Кан                                  |
| 28-ма (1956) | • Something's Gotta Give                         | «Довгоногий татко»                    | музика та слова: Джонні Мерсер                                               |
| 28-ма (1956) | • (Love Is) The Tender Trap                      | «Ніжна пастка»                        | музика: Джеймс Ван Г'юс, слова: Семмі Кан                                    |
| 28-ма (1956) | • Unchained Melody                               | «Unchained»                           | музика: Алекс Норт, слова: Хай Зарет                                         |
| 29-та (1957) | •Que Sera, Sera (Whatever Will Be, Will Be)      | «Людина, що знала надто багато»       | музика та слова:Джей Лівінгстон та Рей Еванс                                 |
| 29-та (1957) | • Friendly Persuasion                            | «Дружнє напучування»                  | музика: Тьомкін Дмитро, слова: Пол Вебстер                                   |
| 29-та (1957) | • Julie                                          | «Джулія»                              | музика: Лі Стівенс, слова: Том Адейр                                         |
| 29-та (1957) | • True Love                                      | «Вище суспільство»                    | музика та слова: Коул Портер                                                 |
| 29-та (1957) | • Written on the Wind                            | «Слова, написані на вітрі»            | музика: Віктор Янг, слова: Семмі Кан                                         |
| 30-та (1958) | •All the Way                                     | «Джокер»                              | музика:Джеймс Ван Г'юс, слова:Семмі Кан                                      |
| 30-та (1958) | • An Affair to Remember                          | «Незабутній роман»                    | музика: Гаррі Воррен, слова: Гарольд Адамсон та Лео Маккері                  |
| 30-та (1958) | • April Love                                     | «April Love»                          | музика: Семмі Фейн, слова: Пол Вебстер                                       |
| 30-та (1958) | • Tammy                                          | «Теммі та холостяк»                   | музика та слова: Рей Еванс та Джей Лівінгстон                                |
| 30-та (1958) | • Wild Is the Wind                               | «Дикий вітер»                         | музика: Тьомкін Дмитро, слова: Нед Вашингтон                                 |
| 31-ша (1959) | •Жіжі                                            | «Рідоти»                              | музика:Фредерік Лоу, слова:Алан Джей Лернер                                  |
| 31-ша (1959) | • Almost in Your Arms (Love Song from Houseboat) | «Плавучий будинок»                    | музика та слова: Рей Еванс та Джей Лівінгстон                                |
| 31-ша (1959) | • A Certain Smile                                | «A Certain Smile»                     | музика: Семмі Фейн, слова: Пол Вебстер                                       |
| 31-ша (1959) | • To Love and Be Loved                           | «І підбігли вони»                     | музика: Джеймс Ван Г'юс, слова: Семмі Кан                                    |
| 31-ша (1959) | • A Very Precious Love                           | «Марджорі Морнінгстар»                | музика: Семмі Фейн, слова: Пол Вебстер                                       |

### 1960-ті
| Церемонія    | Пісня                                              | Фільм                                                         | Музика та слова                                             |
| ------------ | -------------------------------------------------- | ------------------------------------------------------------- | ----------------------------------------------------------- |
| 32-га (1960) | •High Hopes                                        | «Дірка в голові»                                              | музика:Джеймс Ван Г'юс, слова:Семмі Кан                     |
| 32-га (1960) | • The Best of Everything                           | «Найкраще»                                                    | музика: Альфред Ньюман, слова: Семмі Кан                    |
| 32-га (1960) | • The Five Pennies                                 | «П'ять пенні»                                                 | музика та слова: Сільвія Файн                               |
| 32-га (1960) | • The Hanging Tree                                 | «Дерево для повішених»                                        | музика: Джері Лівінгстон, слова: Мак Девід                  |
| 32-га (1960) | • Strange Are the Ways of Love                     | «Молода земля»                                                | музика: Тьомкін Дмитро, слова: Нед Вашингтон                |
| 33-тя (1961) | •Never on Sunday                                   | «Ніколи в неділю»                                             | музика та слова:Манос Хадзідакіс                            |
| 33-тя (1961) | • The Facts of Life                                | «Правда життя»                                                | музика та слова: Джонні Мерсер                              |
| 33-тя (1961) | • Faraway Part of Town                             | «Мексиканець в Голлівуді»                                     | музика: Андре Превін, слова: Дорі Превін                    |
| 33-тя (1961) | • The Green Leaves of Summer                       | «Форт Аламо»                                                  | музика: Тьомкін Дмитро, слова: Пол Вебстер                  |
| 33-тя (1961) | • The Second Time Around                           | «Давно пора»                                                  | музика: Джеймс Ван Г'юс, слова: Семмі Кан                   |
| 34-та (1962) | •Moon River                                        | «Сніданок у Тіффані»                                          | музика:Генрі Манчіні, слова:Джонні Мерсер                   |
| 34-та (1962) | • Bachelor in Paradise                             | «Холостяк в раю»                                              | музика: Генрі Манчіні, слова: Мак Девід                     |
| 34-та (1962) | • Love Theme From El Cid (The Falcon and The Dove) | «Ель Сід»                                                     | музика: Міклош Рожа, слова: Пол Вебстер                     |
| 34-та (1962) | • Pocketful of Miracles                            | «Пригорща чудес»                                              | музика: Джеймс Ван Г'юс, слова: Семмі Кан                   |
| 34-та (1962) | • Town Without Pity                                | «Безжальне місто»                                             | музика: Тьомкін Дмитро, слова: Нед Вашингтон                |
| 35-та (1963) | •Days of Wine and Roses                            | «Дні вина і троянд»                                           | музика:Генрі Манчіні, слова:Джонні Мерсер                   |
| 35-та (1963) | • Love Song From Mutiny on the Bounty (Follow Me)  | "Заколот на"Баунті""                                          | музика: Броніслав Капер, слова: Пол Вебстер                 |
| 35-та (1963) | • Song From Two For The Seesaw (Second Chance)     | «Двоє на гойдалках»                                           | музика: Андре Превін, слова: Дорі Превін                    |
| 35-та (1963) | • Tender Is the Night                              | «Ніч ніжна»                                                   | музика: Семмі Фейн, слова: Пол Вебстер                      |
| 35-та (1963) | • Walk on the Wild Side                            | «Прогулянка по безпутному кварталу»                           | музика: Елмер Бернстайн, слова: Мак Девід                   |
| 36-та (1964) | •Call Me Irresponsible                             | «Делікатне стан тата»                                         | музика:Джеймс Ван Г'юс, слова:Семмі Кан                     |
| 36-та (1964) | • Charade                                          | «Шарада»                                                      | музика: Генрі Манчіні, слова: Джонні Мерсер                 |
| 36-та (1964) | • It's a Mad, Mad, Mad, Mad World                  | «Цей божевільний, божевільний, божевільний, божевільний світ» | музика: Ернест Голд, слова: Мак Девід                       |
| 36-та (1964) | • More                                             | «Собачий світ»                                                | музика: Ріц Ортолані та Ніно Олів'єро, слова: Норман Невелл |
| 36-та (1964) | • So Little Time                                   | «55 днів у Пекіні»                                            | музика: Тьомкін Дмитро, слова: Пол Вебстер                  |
| 37-ма (1965) | •Chim Chim Cher-ee                                 | «Мері Поппінс»                                                | музика та слова:Річард Шерман та Роберт Шерман              |
| 37-ма (1965) | • Dear Heart                                       | «Дороге серце»                                                | музика: Генрі Манчіні, слова: Джей Лівінгстон та Рей Еванс  |
| 37-ма (1965) | • Hush, Hush, Sweet Charlotte                      | «Тихше, тихше, мила Шарлотто»                                 | музика: Френк де Воль, слова: Мак Девід                     |
| 37-ма (1965) | • My Kind of Town                                  | «Робін і 7 гангстерів»                                        | музика: Джеймс Ван Г'юс, слова: Семмі Кан                   |
| 37-ма (1965) | • Where Love Has Gone                              | «Куди пішла любов»                                            | музика: Джеймс Ван Г'юс, слова: Семмі Кан                   |
| 38-ма (1966) | •The Shadow of Your Smile                          | «Кулик»                                                       | музика:Джонні Мендел, слова:Пол Вебстер                     |
| 38-ма (1966) | • The Ballad of Cat Ballou                         | «Кет Балу»                                                    | музика: Джеррі Лівінгстон, слова: Мак Девід                 |
| 38-ма (1966) | • I Will Wait for You                              | «Шербурзькі парасольки»                                       | музика: Мішель Легран, слова: Жак Демі та Норман Гімбеля    |
| 38-ма (1966) | • The Sweetheart Tree                              | «Великі перегони»                                             | музика: Генрі Манчіні, слова: Джонні Мерсер                 |
| 38-ма (1966) | • What's New Pussycat?                             | «Що нового, кицька?»                                          | музика: Берт Бакарак, слова: Хел Девід                      |
| 39-та (1967) | •Born Free                                         | «Народжена вільною»                                           | музика:Джон Баррі, слова:Дон Блек                           |
| 39-та (1967) | • Alfie                                            | «Елфі»                                                        | музика: Берт Бакарак, слова: Хел Девід                      |
| 39-та (1967) | • Georgy Girl                                      | «Дівчина Джорджі»                                             | музика: Том Спрінгфілд, слова: Джим Дейл                    |
| 39-та (1967) | • My Wishing Doll                                  | «Гаваї»                                                       | музика: Елмер Бернстайн, слова: Мак Девід                   |
| 39-та (1967) | • A Time for Love                                  | «Американська мрія»                                           | музика: Джонні Мендел, слова: Пол Вебстер                   |
| 40-ва (1968) | •Talk to the Animals                               | «Доктор Дуліттл»                                              | музика та слова:Леслі Брікасс                               |
| 40-ва (1968) | • The Bare Necessities                             | «Книга джунглів»                                              | музика та слова: Террі Гілкісон                             |
| 40-ва (1968) | • The Eyes of Love                                 | «Відсторонення»                                               | музика: Квінсі Джонс, слова: Боб Расселл                    |
| 40-ва (1968) | • The Look of Love                                 | "Казино "Рояль «»                                             | музика: Берт Бакарак, слова: Хел Девід                      |
| 40-ва (1968) | • Thoroughly Modern Millie                         | «Вельми сучасна Міллі»                                        | музика та слова: Джеймс Ван Г'юс та Семмі Кан               |
| 41-ша (1969) | •The Windmills of Your Mind                        | «Афера Томаса Крауна»                                         | музика:Мішель Легран, слова:Алан Бергман та Мерилін Бергман |
| 41-ша (1969) | • Chitty Chitty Bang Bang                          | «Чих-Чих-Бум-Бум»                                             | музика та слова: Річард Шерман та Роберт Шерман             |
| 41-ша (1969) | • For Love of Ivy                                  | «Заради любові до плющу»                                      | музика: Квінсі Джонс, слова: Боб Расселл                    |
| 41-ша (1969) | • Funny Girl                                       | «Смішне дівча»                                                | музика: Жуль Стайн, слова: Боб Меррілл                      |
| 41-ша (1969) | • Star!                                            | «Зірка!»                                                      | музика: Джеймс Ван Г'юс, слова: Семмі Кан                   |

### 1970-ті
| Церемонія    | Пісня                                                                   | Фільм                                | Музика та слова                                               |
| ------------ | ----------------------------------------------------------------------- | ------------------------------------ | ------------------------------------------------------------- |
| 42-га (1970) | •Raindrops Keep Fallin' on My Head                                      | «Буч Кессіді і Санденс Кід»          | музика:Берт Бакарак, слова:Гел Девід                          |
| 42-га (1970) | • Come Saturday Morning                                                 | «Безплідна зозуля»                   | музика: Фред Карлін, слова: Дорі Превін                       |
| 42-га (1970) | • Jean                                                                  | «Розквіт міс Джин Броді»             | музика та слова: Рід МакКуен                                  |
| 42-га (1970) | • True Grit                                                             | «Справжня мужність»                  | музика: Елмер Бернстайн, слова: Дон Блек                      |
| 42-га (1970) | • What Are You Doing the Rest of Your Life?                             | «Щасливий кінець»                    | музика: Мішель Легран, слова: Алан Бергман та Мерилін Бергман |
| 43-тя (1971) | •For All We Know                                                        | «Коханці й інші незнайомці»          | музика:Фред Карлін, слова:Робб Ройєр та Джиммі Гріффін        |
| 43-тя (1971) | • Pieces of Dreams                                                      | «Уривки мрії»                        | музика: Мішель Легран, слова: Алан Бергман та Мерилін Бергман |
| 43-тя (1971) | • Thank You Very Much                                                   | «Скрудж»                             | музика та слова: Леслі Брікасс                                |
| 43-тя (1971) | • Till Love Touches Your Life                                           | «Мадрон»                             | музика: Ріц Ортолані, слова: Артур Хемілтон                   |
| 43-тя (1971) | • Whistling Away the Dark                                               | «Дорога Лілі»                        | музика: Генрі Манчіні, слова: Джонні Мерсер                   |
| 44-та (1972) | •Theme from Shaft                                                       | «Шафт»                               | музика та слова:Айзек Хейз                                    |
| 44-та (1972) | • The Age of Not Believing                                              | «Набалдашник та мітла»               | музика та слова: Річард М. Шерман та Роберт Б. Шерман         |
| 44-та (1972) | • All His Children                                                      | «Іноді велика ідея...»               | музика: Генрі Манчіні, слова: Алан Бергман та Мерилін Бергман |
| 44-та (1972) | • Bless the Beasts and Children                                         | «Благослови звірів та дітей»         | музика і слова: Баррі де Ворзон та Перрі Боткін мл.           |
| 44-та (1972) | • Life Is What You Make It                                              | «Котч»                               | музика: Марвін Гемліш, слова: Джонні Мерсер                   |
| 45-та (1973) | •The Morning After                                                      | "Пригода " Посейдона «»              | музика та слова:ел Кеша і Джоел Хершхорн                      |
| 45-та (1973) | • Ben                                                                   | «Бен»                                | музика: Волтер Шарф, слова: Дон Блек                          |
| 45-та (1973) | • Come Follow, Follow Me                                                | «Маленький ковчег»                   | музика: Фред Карлін, слова: Маршу Карлін                      |
| 45-та (1973) | • Marmalade, Molasses & Honey                                           | «Життя і часи судді Роя Біна»        | музика: Моріс Жарр, слова: Мерилін Бергман і Алан Бергман     |
| 45-та (1973) | • Strange Are the Ways of Love                                          | «Мачуха»                             | музика: Семмі Фейн, слова: Пол Френсіс Уебстер                |
| 46-та (1974) | •The Way We Were                                                        | «Зустріч двох сердець»               | музика:Марвін Гемліш, слова:Алан Бергман та Мерилін Бергман   |
| 46-та (1974) | • All That Love Went To Waste                                           | «З шиком»                            | музика: Джордж Баррі, слова: Семмі Кан                        |
| 46-та (1974) | • Live and Let Die                                                      | «Живи і дай померти»                 | музика та слова: Пол Маккартні та Лінда Маккартні             |
| 46-та (1974) | • Love                                                                  | «Робін Гуд»                          | музика: Джордж Брунс, слова: Флойд Хаддлстон                  |
| 46-та (1974) | • Nice To Be Around                                                     | «Звільнення до опівночі»             | музика: Джон Вільямс, слова: Пол Вільямс                      |
| 47-ма (1975) | •We May Never Love Like This Again                                      | «Пекло в піднебессі»                 | музика та слова:Ел Кеша і Джоел Хершхорн                      |
| 47-ма (1975) | • Benji's Theme (I Feel Love)                                           | «Бенджі»                             | музика: Юел Бокс, слова: Бетті Бокс                           |
| 47-ма (1975) | • Blazing Saddles                                                       | «Блискучі сідла»                     | музика: Джон Морріс, слова: Мел Брукс                         |
| 47-ма (1975) | • Little Prince                                                         | «Маленький принц»                    | музика: Фредерік Лоу, слова: Алан Джей Лернер                 |
| 47-ма (1975) | • Wherever Love Takes Me                                                | «Золото»                             | музика: Елмер Бернстайн, слова: Дон Блек                      |
| 48-ма (1976) | •I'm Easy                                                               | «Нешвілл»                            | музика та слова:Кіт Керрадайн                                 |
| 48-ма (1976) | • How Lucky Can You Get                                                 | «Смішна леді»                        | музика та слова: Фред Ебб та Джон Кандер                      |
| 48-ма (1976) | • Now That We're in Love                                                | «подувом»                            | музика: Джордж Баррі, слова: Семмі Кан                        |
| 48-ма (1976) | • Richard's Window                                                      | «Інша бік Гори»                      | музика: Чарльз Фокс, слова: Норман Гімбеля                    |
| 48-ма (1976) | • Theme from Mahogany (Do You Know Where You're Going To)               | «Червоне дерево»                     | музика: Майкл Мессер, слова: Джері Гоффін                     |
| 49-та (1977) | •Evergreen (Love Theme from A Star Is Born)                             | «Народження зірки»                   | музика:Барбра Стрейзанд, слова:Пол Вільямс                    |
| 49-та (1977) | • Ave Satani                                                            | «Омен»                               | музика та слова: Джеррі Голдсміт                              |
| 49-та (1977) | • Come to Me                                                            | «Рожева Пантера завдає нового удару» | музика: Генрі Манчіні, слова: Дон Блек                        |
| 49-та (1977) | • Gonna Fly Now                                                         | «Роккі»                              | музика: Білл Конті, слова: Керол Коннорс і Айн Роббінс        |
| 49-та (1977) | • A World That Never Was                                                | «Half a House»                       | музика: Семмі Фейн, слова: Пол Френсіс Уебстер                |
| 50-та (1978) | •You Light Up My Life                                                   | «Ти осяюєш моє життя»                | музика та слова:Джозеф Брукс                                  |
| 50-та (1978) | • Candle on the Water                                                   | «Дракон Піта»                        | музика та слова: Ел Кеша і Джоел Хершхорн                     |
| 50-та (1978) | • Nobody Does It Better                                                 | «Шпигун, який мене любив»            | музика: Марвін Гемліш, слова: Керол Байєр Сейджер             |
| 50-та (1978) | • The Slipper and the Rose Waltz (He Danced with Me/She Danced with Me) | «Туфелька й троянда»                 | музика та слова: Річард М. Шерман та Роберт Б. Шерман         |
| 50-та (1978) | • Someone's Waiting for You                                             | «Рятувальники»                       | музика: Семмі Фейн, слова: Керол Коннорс і Айн Роббінс        |
| 51-ша (1979) | •Last Dance                                                             | «Слава Богу, сьогодні п'ятниця»      | музика та слова:Пол Джабара                                   |
| 51-ша (1979) | • Hopelessly Devoted To You                                             | «Бріолін»                            | музика та слова: Джон Фаррар                                  |
| 51-ша (1979) | • The Last Time I Felt Like This                                        | «в цей же час, в наступному році»    | музика: Марвін Гемліш, слова: Алан Бергман та Мерилін Бергман |
| 51-ша (1979) | • Ready To Take a Chance Again                                          | «Брудна гра»                         | музика: Чарльз Фокс, слова: Норман Гімбеля                    |
| 51-ша (1979) | • When You're Loved                                                     | «Магія Лессі»                        | музика та слова: Річард М. Шерман та Роберт Б. Шерман         |

### 1980-ті
| Церемонія    | Пісня                                             | Фільм                             | Музика та слова                                                                   |
| ------------ | ------------------------------------------------- | --------------------------------- | --------------------------------------------------------------------------------- |
| 52-га (1980) | •It Goes Like It Goes                             | «Норма Рей»                       | музика:Девід Шайр, слова:Норман Гімбеля                                           |
| 52-га (1980) | • I'll Never Say 'Goodbye                         | «Обіцянка»                        | музика: Девід Шайр, слова: Алан Бергман та Мерилін Бергман                        |
| 52-га (1980) | • It's Easy To Say                                | «Десятка»                         | музика: Генрі Манчіні, слова: Роберт Веллс                                        |
| 52-га (1980) | • The Rainbow Connection                          | «Маппет»                          | музика та слова: Пол Вільямс та Кеннет Ашер                                       |
| 52-га (1980) | • Through the Eyes of Love                        | «Крижані замки»                   | музика: Марвін Гемліш, слова: Керол Байєр Сейджер                                 |
| 53-тя (1981) | •Fame                                             | «Слава»                           | музика:Майкл Гір, слова:Дін Пітчфорд                                              |
| 53-тя (1981) | • Nine to Five                                    | «З дев'яти до п'яти»              | музика та слова: Доллі Партон                                                     |
| 53-тя (1981) | • On the Road Again                               | «Жимолость»                       | музика та слова: Віллі Нельсон                                                    |
| 53-тя (1981) | • Out Here On My Own                              | «слава»                           | музика: Майкл Гір, слова: Леслі Гор                                               |
| 53-тя (1981) | • People Alone                                    | «Змагання»                        | музика: Лало Шифрін, слова: Вілбур Дженнінгс                                      |
| 54-та (1982) | •Arthur's Theme (Best That You Can Do)            | «Артур»                           | музика та слова:Берт Бакарак, Керол Байєр Сейджер, Крістофер Кросс та Пітер Аллен |
| 54-та (1982) | • Endless Love                                    | «Нескінченна любов»               | музика та слова: Лайонел Річі                                                     |
| 54-та (1982) | • The First Time It Happens                       | «Велике пограбування Маппет»      | музика та слова: Джо Рапосо                                                       |
| 54-та (1982) | • For Your Eyes Only                              | «Тільки для ваших очей»           | музика: Білл Конті, слова: Майкл Лісон                                            |
| 54-та (1982) | • One More Hour                                   | «Регтайм»                         | музика та слова: Ренді Ньюман                                                     |
| 55-та (1983) | •Up Where We Belong                               | «Офіцер та джентльмен»            | музика:Джек Ніцше та Баффі Сент-Марі, слова:Вілл Дженнінгс                        |
| 55-та (1983) | • Eye of the Tiger                                | «Роккі 3»                         | музика та слова: Джим Петерік та Френкі Салліван                                  |
| 55-та (1983) | • How Do You Keep the Music Playing?              | «Найкращі друзі»                  | музика: Мішель Легран, слова: Алан Бергман та Мерилін Бергман                     |
| 55-та (1983) | • If We Were In Love                              | «Так, Джорджо»                    | музика: Джон Вільямс, слова: Алан Бергман та Мерилін Бергман                      |
| 55-та (1983) | • It Might Be You                                 | «Тутсі»                           | музика: Дейв Грузин, слова: Алан Бергман та Мерилін Бергман                       |
| 56-та (1984) | •Flashdance… What a Feeling                       | «Танець-спалах»                   | музика:Джорджо Мородер, слова:Кіт форс та Ірен Кара                               |
| 56-та (1984) | • Maniac                                          | «Танець-спалах»                   | музика та слова: Майкл Сембелло та Денніс Маткоскі                                |
| 56-та (1984) | • Over You                                        | «Ніжне милосердя»                 | музика та слова: Остін Робертс та Боббі Харт                                      |
| 56-та (1984) | • Papa, Can You Hear Me?                          | «Єнтл»                            | музика: Мішель Легран, слова: Алан Бергман та Мерилін Бергман                     |
| 56-та (1984) | • The Way He Makes Me Feel                        | «Єнтл»                            | музика: Мішель Легран, слова: Алан Бергман та Мерилін Бергман                     |
| 57-ма (1985) | •I Just Called to Say I Love You                  | «Жінка в червоному»               | музика та слова:Стіві Вандер                                                      |
| 57-ма (1985) | • Against All Odds (Take a Look at Me Now)        | «Незважаючи ні на що»             | музика та слова: Філ Коллінз                                                      |
| 57-ма (1985) | • Footloose                                       | «Вільні»                          | музика та слова: Кенні Логгінс і Дін Пітчфорд                                     |
| 57-ма (1985) | • Ghostbusters                                    | «Мисливці за привидами»           | музика та слова: Рей Паркер мл.                                                   |
| 57-ма (1985) | • Let's Hear It for the Boy                       | «Вільні»                          | музика та слова: Том Сноу і Дін Пітчфорд                                          |
| 58-ма (1986) | •Say You, Say Me                                  | «Білі ночі»                       | музика та слова:Лайонел Річі                                                      |
| 58-ма (1986) | • Miss Celie's Blues (Sister)                     | «Квіти лілові полів»              | музика та слова: Квінсі Джонс та Рід Темпертона, слова: Лайонел Річі              |
| 58-ма (1986) | • The Power of Love                               | «Назад у майбутнє»                | музика: Кріс Геєс та Джонні Колла, слова: Гьюї Льюїс                              |
| 58-ма (1986) | • Separate Lives (Love Theme from 'White Nights') | «Білі ночі»                       | музика та слова: Стівен Бішоп                                                     |
| 58-ма (1986) | • Surprise, Surprise                              | «Кордебалет»                      | музика: Марвін Гемліш, слова: Едвард Клебан                                       |
| 59-та (1987) | •Take My Breath Away                              | «Найкращий стрілець»              | музика:Джорджо Мородер, слова:Том Вітлок                                          |
| 59-та (1987) | • Glory of Love                                   | «Малюк-каратист 2»                | музика: Пітер Сетера та Девід Фостер, слова: Пітер Сетера та Diane Nini           |
| 59-та (1987) | • Life in a Looking Glass                         | «Таке життя!»                     | музика: Генрі Манчіні, слова: Леслі Брікасс                                       |
| 59-та (1987) | • Mean Green Mother from Outer Space              | «Маленька крамничка жахів»        | музика: Алан Менкен, слова: Ховард Ешман                                          |
| 59-та (1987) | • Somewhere Out There                             | «Американська історія»            | музика: Джеймс Горнер та Беррі Манн, слова: Синтія Вейл                           |
| 60-та (1988) | • (I've Had) The Time of My Life                  | «Брудні танці»                    | музика:Френкі превью, Джон ДеНікола, Дональд Марковіц, слова:Френкі превью        |
| 60-та (1988) | • Cry Freedom                                     | «Поклик свободи»                  | музика та слова: Джордж Фентон та Джонас Гвангва                                  |
| 60-та (1988) | • Nothing's Gonna Stop Us Now                     | «Манекен»                         | музика та слова: Альберт Геммонд та Даян Воррен                                   |
| 60-та (1988) | • Shakedown                                       | «Поліцейський із Беверлі-Гіллз 2» | музика та слова: Гарольд Фальтермеєр і Кіт форс, слова: Боб Сігер                 |
| 60-та (1988) | • Storybook Love                                  | «Принцеса-наречена»               | музика та слова: Віллі Девіль                                                     |
| 61-ша (1989) | •Let the River Run                                | «Ділова дівчина»                  | музика та слова:Карлі Саймон                                                      |
| 61-ша (1989) | • Calling You                                     | "Кафе « Багдад „“                 | музика та слова: Боб Телсон                                                       |
| 61-ша (1989) | • Two Hearts                                      | „Бастер“                          | музика: Ламон Дозьє, слова: Філ Коллінз                                           |

### 1990-ті
| Церемонія    | Пісня                                  | Фільм                              | Музика та слова                                                                                                 |
| ------------ | -------------------------------------- | ---------------------------------- | --- |
| 62-га (1990) | •Under the Sea                         | «Русалонька»                       | музика:Алан Менкен, слова:Говард Ешмен                                                                          |
| 62-га (1990) | • After All                            | «Шанси є»                          | музика: Том Сноу, слова: Дін Пітчфорд                                                                           |
| 62-га (1990) | • Kiss the Girl                        | «Русалонька»                       | музика: Алан Менкен, слова: Говард Ешмен                                                                        |
| 62-га (1990) | • I Love To See You Smile              | «Батьківство»                      | музика та слова: Ренді Ньюман                                                                                   |
| 62-га (1990) | • The Girl Who Used To Be Me           | «Ширлі Валентайн»                  | музика: Марвін Гемліш, слова: Алан Бергман та Мерлін Бергман                                                    |
| 63-тя (1991) | •Sooner or Later (I Always Get My Man) | «Дік Трейсі»                       | музика та слова:Стівен Сондхайма                                                                                |
| 63-тя (1991) | • Promise Me You'll Remember           | «Хрещений батько 3»                | музика: Кармін Коппола, слова: Джон Беттіс                                                                      |
| 63-тя (1991) | • Somewhere in My Memory               | «Один вдома»                       | музика: Джон Вільямс, слова: Леслі Брікасс                                                                      |
| 63-тя (1991) | • I'm Checkin' Out                     | «Листівки з краю безодні»          | музика та слова: Шел Сільверстейн                                                                               |
| 63-тя (1991) | • Blaze of Glory                       | «Молоді стрільці 2»                | музика та слова: Джон Бон Джові                                                                                 |
| 64-та (1992) | •Beauty and the Beast                  | «Красуня та чудовисько»            | музика:Алан Менкен, слова:Говард Ешмен (посмертно)                                                              |
| 64-та (1992) | • Be Our Guest                         | «Красуня та Чудовисько»            | музика: Алан Менкен, слова: Говард Ешмен (посмертно)                                                            |
| 64-та (1992) | • Belle                                | «Красуня та Чудовисько»            | музика: Алан Менкен, слова: Говард Ешмен (посмертно)                                                            |
| 64-та (1992) | • When You're Alone                    | «Капітан Гак»                      | музика: Джон Вільямс, слова: Леслі Брікасс                                                                      |
| 64-та (1992) | • (Everything I Do) I Do It for You    | «Робін Гуд: Принц злодіїв»         | музика: Майкл Кеймен, слова: Браян Адамс та Роберт Джон Ланг                                                    |
| 65-та (1993) | •A Whole New World                     | «Аладдін»                          | музика:Алан Менкен, слова:Тім Райс                                                                              |
| 65-та (1993) | • Friend Like Me                       | «Аладдін»                          | музика: Алан Менкен, слова: Говард Ешмен (посмертно)                                                            |
| 65-та (1993) | • I Have Nothing                       | «Охоронець»                        | музика: Девід Фостер, слова: Лінда Томпсон                                                                      |
| 65-та (1993) | • Run to You                           | «Охоронець»                        | музика: Джад Фрідман, слова: Аллан Річ                                                                          |
| 65-та (1993) | • Beautiful Maria of My Soul           | «Королі мамбо»                     | музика: Роберт Крафт, слова: Арне Глімчер                                                                       |
| 66-та (1994) | •Streets of Philadelphia               | «Філадельфія»                      | музика та слова:Брюс Спринстін                                                                                  |
| 66-та (1994) | • The Day I Fall in Love               | «Бетховен 2»                       | музика та слова: Керол Байєр Загер, Джеймс Інгрем та Кліфф Магнесс                                              |
| 66-та (1994) | • Philadelphia                         | «Філадельфія»                      | музика та слова: Ніл Янг                                                                                        |
| 66-та (1994) | • Again                                | «Поетична Джастіс»                 | музика та слова: Джанет Джексон, Джиммі Джем і Террі Льюїс                                                      |
| 66-та (1994) | • A Wink and a Smile                   | «Несплячі в Сієтлі»                | музика: Марк Шейман, слова: Ремсі МакЛін                                                                        |
| 67-ма (1995) | •Can You Feel the Love Tonight         | «Король Лев»                       | музика:Елтон Джон, слова:Тім Райс                                                                               |
| 67-ма (1995) | • Look What Love Has Done              | «Джуніор»                          | музика та слова: Керол Байєр Загер, Джеймс Ньютон Говард, Джеймс Інгрем та Петті Сміт                           |
| 67-ма (1995) | • Circle of Life                       | «Король Лев»                       | музика: Елтон Джон, слова: Тім Райс                                                                             |
| 67-ма (1995) | • Hakuna Matata                        | «Король Лев»                       | музика: Елтон Джон, слова: Тім Райс                                                                             |
| 67-ма (1995) | • Make Up Your Mind                    | «Газета»                           | музика та слова: Ренді Ньюман                                                                                   |
| 68-ма (1996) | •Colors of the Wind                    | «Покахонтас»                       | музика:Алан Менкен, слова:Стівен Шварц                                                                          |
| 68-ма (1996) | • Dead Man Walking                     | «Мрець іде»                        | музика та слова: Брюс Спринстін                                                                                 |
| 68-ма (1996) | • Have You Ever Really Loved a Woman?  | «Дон Жуан де Марко»                | музика: Майкл Кеймен, слова: Браян Адамс та Роберт Джон Ланг                                                    |
| 68-ма (1996) | • Moonlight                            | «Сабріна»                          | музика: Джон Вільямс, слова: Алан Бергман та Мерлін Бергман                                                     |
| 68-ма (1996) | • You've Got a Friend in Me            | «Історія іграшок»                  | музика та слова: Ренді Ньюман                                                                                   |
| 69-та (1997) | •You Must Love Me                      | «Евіта»                            | музика:Ендрю Ллойд Веббер, слова:Тім Райс                                                                       |
| 69-та (1997) | • I Finally Found Someone              | «У дзеркала два особи»             | музика та слова: Барбра Стрейзанд, Марвін Гемліш, Браян Адамс та Роберт Джон Ланг                               |
| 69-та (1997) | • For the First Time                   | «Один прекрасний день»             | музика та слова: Джеймс Ньютон Говард, Джад Фрідман та Аллан Річ                                                |
| 69-та (1997) | • That Thing You Do!                   | «Те, що ти робиш»                  | музика та слова: Адам Шлезінгер                                                                                 |
| 69-та (1997) | • Because You Loved Me                 | «Близько до серця»                 | музика та слова: Даян Воррен                                                                                    |
| 70-та (1998) | •My Heart Will Go On                   | «Титанік»                          | музика:Джеймс Горнер, слова:Вілл Дженнінгс                                                                      |
| 70-та (1998) | • Journey to the Past                  | «Анастасія»                        | музика: Стівен Флаерті, слова: Лінн Аренс                                                                       |
| 70-та (1998) | • How Do I Live                        | «Повітряна в'язниця»               | музика та слова: Даян Воррен                                                                                    |
| 70-та (1998) | • Miss Misery                          | «Розумник Вілл Гантінґ»            | музика та слова: Елліотт Сміт                                                                                   |
| 70-та (1998) | • Go the Distance                      | «Геркулес»                         | музика: Алан Менкен, слова: Девід Зіппель                                                                       |
| 71-ша (1999) | •When You Believe                      | «Принц Єгипту»                     | музика та слова:Стівен Шварц                                                                                    |
| 71-ша (1999) | • I Don't Want to Miss a Thing         | «Армагеддон»                       | музика та слова: Даян Воррен                                                                                    |
| 71-ша (1999) | • That'll Do                           | «Бейб: Поросятко у місті»          | музика та слова: Ренді Ньюман                                                                                   |
| 71-ша (1999) | • A Soft Place To Fall                 | «Заклинатель коней»                | музика та слова: Еллісон Мурер та Гвілім Оуен                                                                   |
| 71-ша (1999) | • The Prayer                           | «Чарівний меч: В пошуках Камелота» | музика: Керол Байєр Загер та Девід Фостер, слова: Керол Байєр Загер, Девід Фостер, Тоні Реніс та Альберто Тесту |

### 2000-ні
| Церемонія    | Пісня                                     | Фільм                                         | Музика та слова |
| ------------ | ----------------------------------------- | --------------------------------------------- | --- |
| 72-га (2000) | •You'll Be in My Heart                    | «Тарзан»                                      | музика та слова:Філ Коллінз |
| 72-га (2000) | • Save Me                                 | «Магнолія»                                    | музика та слова: Еймі Манн |
| 72-га (2000) | • Music of My Heart                       | «музика серця»                                | музика та слова: Даян Воррен |
| 72-га (2000) | • Blame Canada                            | «Південний парк: більше, довший та без купюр» | музика та слова: Трей Паркер та Марк Шейман |
| 72-га (2000) | • When She Loved Me                       | «Історія іграшок 2»                           | музика та слова: Ренді Ньюман |
| 73-тя (2001) | •Things Have Changed                      | «Вундеркінди»                                 | музика та слова:Боб Ділан |
| 73-тя (2001) | • I've Seen It All                        | «Та, що танцює у темряві»                     | музика: Бйорк, слова: Ларс фон Трієр та Сйон Сігурдссон                                                                                                   |
| 73-тя (2001) | • My Funny Friend and Me                  | «Пригоди імператора»                          | музика: Стінг та Девід Гартлі, слова: Стінг |
| 73-тя (2001) | • A Fool in Love                          | «Знайомство з батьками»                       | музика та слова: Ренді Ньюман |
| 73-тя (2001) | • A Love Before Time                      | «Тигр, що підкрадається, дракон, що зачаївся» | музика: Хорхе Каландреллі і Тан Дун, слова: Джеймс Шеймус                                                                                                 |
| 74-та (2002) | •If I Didn't Have You                     | «Корпорація монстрів»                         | музика та слова:Ренді Ньюман |
| 74-та (2002) | • Until…                                  | «Кейт та Лео»                                 | музика і слова: Стінг |
| 74-та (2002) | • May It Be                               | «Володар перснів: Братерство Кільця»          | музика та слова: Енія, Нікі Раян та Рома Раян |
| 74-та (2002) | • There You'll Be                         | «Перл-Гарбор»                                 | музика та слова: Даян Воррен |
| 74-та (2002) | • Vanilla Sky                             | «Ванільне небо»                               | музика та слова: Пол Маккартні |
| 75-та (2003) | •Lose Yourself                            | «Восьма миля»                                 | музика:Емінем, Джефф Басс та Луїс Ресто, слова:Емінем |
| 75-та (2003) | • I Move On                               | «Чикаго»                                      | музика: Джон Кандер, слова: Фред Ебб |
| 75-та (2003) | • Burn It Blue                            | «Фріда»                                       | музика: Елліот Голденталь, слова: Джулія Теймор |
| 75-та (2003) | • The Hands That Built America            | «Банди Нью-Йорка»                             | музика та слова: Боно, Едж, Адам Клейтон та Ларрі Маллен-молодший (U2)                                                                                    |
| 75-та (2003) | • Father and Daughter                     | «Дика сімейка Торнберрі»                      | музика та слова: Пол Саймон |
| 76-та (2004) | •Into the West                            | «Володар перснів: Повернення короля»          | музика та слова:Френ Волш, Говард Шор та Енні Леннокс |
| 76-та (2004) | • The Scarlet Tide                        | «Холодна гора»                                | музика та слова: Ті-Боун Бернет та Елвіс Костелло |
| 76-та (2004) | • You Will Be My Ain True Love            | «Холодна гора»                                | музика та слова: Стінг |
| 76-та (2004) | • A Kiss at the End of the Rainbow        | «Потужний вітер»                              | музика та слова: Майкл МакКін та Аннетт О'Тул |
| 76-та (2004) | • Belleville Rendez-vous                  | «Тріо з Бельвіля»                             | музика: Бенуа Шарест, слова: Сільвен Шоме |
| 77-ма (2005) | •Al otro lado del río                     | «Че Гевара: Щоденники мотоцикліста»           | музика та слова:Хорхе Дрекслер |
| 77-ма (2005) | • Vois sur ton chemin (Look To Your Path) | «Хористи»                                     | музика: Брюно Куле, слова: Крістоф Барратьє |
| 77-ма (2005) | • Learn to Be Lonely                      | «Привид Опери»                                | музика: Ендрю Ллойд Веббер, слова: Чарльз Харт |
| 77-ма (2005) | • Believe                                 | «Полярний експрес»                            | музика та слова: Глен Баллард та Алан Сільвестрі |
| 77-ма (2005) | • Accidentally in Love                    | «Шрек 2»                                      | музика: Адам Дурітц, Чарльз Гіллінгхем, Джим Боджос, Девід Іммерглюк, Меттью Меллі та Девід Брайсон, слова: Адам Дурітц та Деніел Вікрам (Counting Crows) |
| 78-ма (2006) | •It's Hard out Here for a Pimp            | «Суєта та рух»                                | музика і слова:Джордан Г'юстон, Седрік Колман та Пол Борегард                                                                                             |
| 78-ма (2006) | • In the Deep                             | «Зіткнення»                                   | музика: Кетлін Йорк та Майкл Беккер, слова: Кетлін Йорк                                                                                                   |
| 78-ма (2006) | • Travelin' Thru                          | «Трансамерика»                                | музика та слова: Доллі Партон |
| 79-та (2007) | •I Need to Wake Up                        | «Незручна правда»                             | музика та слова:Мелісса Етерідж |
| 79-та (2007) | • Our Town                                | «Тачки»                                       | музика та слова: Ренді Ньюман |
| 79-та (2007) | • Listen                                  | «Дівчата мрії»                                | музика: Генрі Крігер та Скотт Катлер, слова: Енн Превен                                                                                                   |
| 79-та (2007) | • Love You I Do                           | «Дівчата мрії»                                | музика: Генрі Крігер, слова: Сіда Гарретт |
| 79-та (2007) | • Patience                                | «Дівчата мрії»                                | музика: Генрі Крігер, слова: Віллі Ріл |
| 80-та (2008) | •Falling Slowly                           | «Одного разу»                                 | музика та слова:Глен Гансард та Маркета Ірглова |
| 80-та (2008) | • Happy Working Song                      | «Зачарована»                                  | музика: Алан Менкен, слова: Стівен Шварц |
| 80-та (2008) | • So Close                                | «Зачарована»                                  | музика: Алан Менкен, слова: Стівен Шварц |
| 80-та (2008) | • That's How You Know                     | «Зачарована»                                  | музика: Алан Менкен, слова: Стівен Шварц |
| 80-та (2008) | • Raise It Up                             | «Август Раш»                                  | музика та слова: Джамаль Джозеф, Чарльз Мак та Тевін Томас                                                                                                |
| 81-ша (2009) | • Jai Ho                                  | «Мільйонер із нетрів»                         | музика:А. Р. Рахман, слова:Gulzar |
| 81-ша (2009) | • O…Saya                                  | «Мільйонер із нетрів»                         | музика та слова: А. Р. Рахман та M.I.A. |
| 81-ша (2009) | • Down to Earth                           | «ВОЛЛ·І»                                      | музика: Томас Ньюман, слова: Пітер Ґебріел |

### 2010-ті
| Церемонія    | Пісня                                      | Фільм                                                       | Музика та слова                                                              |
| ------------ | ------------------------------------------ | ----------------------------------------------------------- | ---------------------------------------------------------------------------- |
| 82-га (2010) | •The Weary Kind                            | «Божевільне серце»                                          | музика та слова: Раян Бінгхем та Ті-Боун Бернет                              |
| 82-га (2010) | • Almost There                             | «Принцеса та Жаба»                                          | музика та слова: Ренді Ньюман                                                |
| 82-га (2010) | • Down in New Orleans                      | «Принцеса та Жаба»                                          | музика та слова: Ренді Ньюман                                                |
| 82-га (2010) | • Loin de Paname                           | «Париж! Париж!»                                             | музика: Рейнхард Вагнер, слова: Френк Томас                                  |
| 82-га (2010) | • Take It All                              | «Дев'ять»                                                   | музика та слова: Морі Єстона                                                 |
| 83-тя (2011) | •We Belong Together                        | «Історія іграшок: Велика втеча»                             | музика та слова: Ренді Ньюман                                                |
| 83-тя (2011) | • Coming Home                              | «Я йду — не плач»                                           | музика та слова: Том Дуглас, Трой Верджес та Гілларі Ліндсей                 |
| 83-тя (2011) | • I See the Light                          | «Рапунцель: Заплутана історія»                              | музика: Алан Менкен, слова: Глен Слайтер                                     |
| 83-тя (2011) | • If I Rise                                | «127 годин»                                                 | музика: А. Р. Рахман, слова: Dido, Ролло Армстронг                           |
| 84-та (2012) | •Man or Muppet                             | «Маппет»                                                    | музика та слова: Брет МакКензі                                               |
| 84-та (2012) | • Real in Rio                              | «Ріо»                                                       | музика: Сержіо Мендес та Карліноса Браун, слова: Сіда Гаррет                 |
| 85-та (2013) | •Skyfall                                   | «007: Координати «Скайфолл»»                                | музика та слова: Адель і Пол Епворт                                          |
| 85-та (2013) | • Before My Time                           | «Вислизаючий лід» (Chasing Ice)                             | музика та слова: Дж. Ральф                                                   |
| 85-та (2013) | • Everybody Needs A Best Friend            | «Третій зайвий»                                             | музика: Волтер Мерфі, слова: Сет МакФарлейн                                  |
| 85-та (2013) | • Pi's Lullaby                             | «Життя Пі»                                                  | музика: Майкл Данна, слова: Бомбей Джайашрі                                  |
| 85-та (2013) | • Suddenly                                 | «Знедолені»                                                 | музика: Клод-Мішель Шенберг, слова: Герберт Крецмер та Ален Бубліль          |
| 86-та (2014) | • «Let It Go»                              | «Крижане серце»                                             | музика та слова: Крістен Андерсон-Лопез, Роберт Лопез                        |
| 86-та (2014) | • Happy                                    | «Нікчемний Я 2»                                             | музика та слова: Фаррелл Вільямс                                             |
| 86-та (2014) | • The Moon Song                            | «Вона»                                                      | музика: Карен О, слова: Карен О, Спайк Джонз                                 |
| 86-та (2014) | • Ordinary Love                            | «Мандела: Довгий шлях до свободи»                           | музика: Боно, Едж, Адам Клейтон, Ларрі Маллен («U2»), слова: Боно            |
| 87-ма (2015) | • «Glory»                                  | «Сельма»                                                    | музика та слова: Джон Ледженд, Лонні Лін                                     |
| 87-ма (2015) | • «Everything Is Awesome»                  | «Лего. Фільм»                                               | музика та слова: Шон Петтерсон                                               |
| 87-ма (2015) | • «Grateful»                               | «За лаштунками» («Beyond the Lights»)                       | музика та слова: Даян Воррен                                                 |
| 87-ма (2015) | • «I'm Not Gonna Miss You»                 | «Глен Кемпбелл: Я буду собою» («Glen Campbell: I'll Be Me») | музика та слова: Глен Кемпбелл, Джуліан Реймонд                              |
| 87-ма (2015) | • «Lost Stars»                             | «Почати знову»                                              | музика та слова: Грегг Александер, Даніель Брісбуа                           |
| 88-ма (2016) | •Writing's on the Wall                     | «007: Спектр»                                               | музика та слова: Сем Сміт, Джиммі Нейпс                                      |
| 88-ма (2016) | Earned It                                  | «П'ятдесят відтінків сірого»                                | музика та слова: Беллі, Стефан Моккіо, Стефан Дагіла Квінневілль, The Weeknd |
| 88-ма (2016) | Manta Ray                                  | «Перегони на вимирання»                                     | музика та слова: Ентоні Гегарті, Джей Ральф                                  |
| 88-ма (2016) | Til It Happens To You                      | The Hunting Ground                                          | музика та слова: Lady Gaga, Даян Воррен                                      |
| 88-ма (2016) | Simple Song #3                             | «Юність»                                                    | музика та слова: Девід Ленгі                                                 |
| 89-та (2017) | • City of Stars                            | «Ла-Ла Ленд»                                                | музика: Джастін Гурвіц, слова: Бендж Пасек, Джастін Пол                      |
| 89-та (2017) | • Can't Stop the Feeling!                  | «Тролі»                                                     | музика і слова: Джастін Тімберлейк, Макс Мартін, Shellback                   |
| 89-та (2017) | • Audition                                 | «Ла-Ла Ленд»                                                | музика: Джастін Гурвіц, слова: Бендж Пасек, Джастін Пол                      |
| 89-та (2017) | • The Empty Chair                          | «Джим: Історія Джеймса Фоулі»                               | музика і слова: Джей Ральф, Стінг                                            |
| 89-та (2017) | • How Far I'll Go                          | «Ваяна»                                                     | музика і слова: Лін-Мануель Міранда                                          |
| 90-та (2018) | Remember Me                                | «Коко»                                                      | музика і слова: Крістен Андерсон-Лопес та Роберт Лопес                       |
| 90-та (2018) | • Mystery of Love                          | «Назви мене своїм ім'ям»                                    | музика і слова: Суф'ян Стівенс                                               |
| 90-та (2018) | • Mighty River                             | «Ферма „Мадбаунд“»                                          | музика і слова: Мері Джей Блайдж, Рафаел Садік та Таура Стінсон              |
| 90-та (2018) | • Stand Up for Something                   | «Маршал»                                                    | музика і слова: Даян Воррен, слова: Common                                   |
| 90-та (2018) | • This Is Me                               | «Найвеличніший шоумен»                                      | музика і слова: Бендж Пасек та Джастін Пол                                   |
| 91-ша (2019) | • Shallow                                  | «Народження зірки»                                          | музика та слова: Марк Ронсон, Lady Gaga, Ентоні Россомандо, Ендрю Віатт      |
| 91-ша (2019) | • All the Stars                            | «Чорна Пантера»                                             | музика: Ентоні Тіффіт, Кендрік Ламар, Sounwave та слова: Ламар, Тіффіт, SZA  |
| 91-ша (2019) | • I'll Fight                               | «РБГ»                                                       | музика та слова: Діана Уоррен                                                |
| 91-ша (2019) | • The place where lost things go           | «Мері Поппінс повертається»                                 | музика: Марк Шайман та слова: Скотт Вітман, Шайман                           |
| 91-ша (2019) | • When a cowboy trades his spurs for wings | «Балада Бастера Скраггса»                                   | музика та слова: Джилліан Уелч, Девід Ролінгс                                |

### 2020-ті
| Церемонія    | Пісня                                 | Фільм                                                  | Музика та слова                                                            |
| ------------ | ------------------------------------- | ------------------------------------------------------ | -------------------------------------------------------------------------- |
| 92-га (2020) | • (I'm Gonna) Love Me Again           | «Рокетмен»                                             | музика:Елтон Джон, слова: Берні Топін                                      |
| 92-га (2020) | • I Can't Let You Throw Yourself Away | «Історія іграшок 4»                                    | музика та слова: Ренді Ньюман                                              |
| 92-га (2020) | I'm Standing with You                 | «Прорив»                                               | музика та слова: Діана Воррен                                              |
| 92-га (2020) | • Into the Unknown                    | «Крижане серце 2»                                      | музика та слова: Крістен Андерсон-Лопес та Роберт Лопес                    |
| 92-га (2020) | • Stand Up                            | «Гаррієт»                                              | музика та слова: Джошуа Браян Кемпбелл та Синтія Еріво                     |
| 93-тя (2021) | • Fight for You                       | «Юда і Чорний Месія»                                   | музика:H.E.R., Дернст «D'Mile» Еміль II, слова: H.E.R., Тіара Томас        |
| 93-тя (2021) | • Speak Now                           | «Одна ніч у Маямі»                                     | музика та слова: Леслі Одом-молодший, Сем Ешворт                           |
| 93-тя (2021) | Io Sì (Seen)                          | «Життя попереду»                                       | музика: Дайан Уоррен, слова: Дайан Уоррен, Лаура Паусіні                   |
| 93-тя (2021) | • Husavik (My Hometown)               | «Пісенний конкурс Євробачення: Історія вогненної саги» | музика та слова: Саван Котеча, Fat Max Gsus, Рікард Йоранссон              |
| 93-тя (2021) | • Hear My Voice                       | «Суд над чиказькою сімкою»                             | музика: Деніел Пембертон, слова: Деніел Пембертон, Селест Уейт             |
| 94-та (2022) | • No Time to Die                      | «007: Не час помирати»                                 | музика та слова:Біллі Айліш, Фіннеас О'Коннелл                             |
| 94-та (2022) | • Be Alive                            | «Король Річард»                                        | музика та слова: Бейонсе, DIXSON                                           |
| 94-та (2022) | • Dos Oruguitas                       | «Енканто»                                              | музика та слова: Лін-Мануель Міранда                                       |
| 94-та (2022) | • Down to Joy                         | «Белфаст»                                              | музика та слова: Ван Моррісон                                              |
| 94-та (2022) | • Somehow You Do                      | «Чотири хороші дні»                                    | музика: Дайан Уоррен                                                       |
| 95-та (2023) | ★ Naatu Naatu                         | «RRR»                                                  | музика: M. М. Кіравані, слова: Чандрабосе                                  |
| 95-та (2023) | Lift Me Up                            | «Чорна пантера: Ваканда назавжди»                      | музика: Людвіг Йоранссон, Ріанна, Tems, Райан Куґлер; слова: Tems, Куґлер  |
| 95-та (2023) | This Is a Life                        | «Все завжди і водночас»                                | музика: Раян Лотт, Девід Бірн, Mitski; слова: Бірн, Лотт                   |
| 95-та (2023) | Applause                              | «Розкажи про це як жінка»                              | музика та слова: Діана Воррен                                              |
| 95-та (2023) | Hold My Hand                          | «Топ Ґан: Меверік»                                     | музика та слова: Леді Гага, BloodPop                                       |
| 96-та (2024) | ★ What Was I Made For?                | «Барбі»                                                | музика та слова: Біллі Айліш, Фіннеас О'Коннелл                            |
| 96-та (2024) | It Never Went Away                    | «Американська симфонія»                                | музика та слова: Ден Вілсон, Джон Батіст                                   |
| 96-та (2024) | I'm Just Ken                          | «Барбі»                                                | музика та слова: Ендрю Ваятт, Марк Ронсон                                  |
| 96-та (2024) | The Fire Inside                       | «Палаючий гарячий»                                     | музика та слова: Діана Воррен                                              |
| 96-та (2024) | Wahzhazhe (A Song for My People)      | «Вбивці квіткової повні»                               | музика та слова: Скотт Джордж                                              |
| 97-ма (2025) | ★ El Mal                              | «Емілія Перес»                                         | музика: Клеман Дюколь, Camille; слова: Клеман Дюколь, Camille та Жак Одіар |
| 97-ма (2025) | The Journey                           | «Батальйон 6888»                                       | музика та слова: Даян Воррен                                               |
| 97-ма (2025) | Like a Bird                           | «Сінг-сінг»                                            | музика та слова: Абрахама Александера, Адріана Кесада                      |
| 97-ма (2025) | Never Too Late                        | «Елтон Джон: Ніколи не пізно»                          | музика та слова: Елтон Джон, Бренді Карлайл, Ендрю Вотт й Берні Топін      |
| 97-ма (2025) | Mi Camino                             | «Емілія Перес»                                         | музика та слова: Camille, Клеман Дюколь                                    |

## Статистика
| Найбільшу кількість нагород                         | 4 перемоги   | Семмі Кан       |
| Найбільшу кількість нагород                         | 4 перемоги   | Джеймс Ван Г'юс |
| Найбільшу кількість нагород                         | 4 перемоги   | Алан Менкен     |
| Найбільшу кількість нагород                         | 4 перемоги   | Джонні Мерсер   |
| Найбільша кількість номінація                       | 26 номінацій | Семмі Кан       |
| Найбільшу кількість номінацій, без отримання премії | 8 номінацій  | Мак Девід       |